# 格鬥遊戲
格鬥遊戲（英語：Fighting Game）是電子遊戲類型之一，玩家操縱螢幕上的自己角色和對手進行近身格鬥。這些角色傾向於設計成實力均衡，並無像一般動作角色扮演遊戲有等級或裝備等強度差異。
在格鬥遊戲中，我方和敵方角色在某個舞台以單個或數個回合較勁。玩家必需精熟諸如防禦、反擊、進行連段等操作技巧。格鬥遊戲以一對一、二對二或多對多等，雙方同等人數PVP對抗為主要目的設計，PVE模式為讓玩家練習PVP技巧使用，並不會實質增加角色強度。

## 定義
格鬥遊戲屬於動作遊戲的一種類型，螢幕上的角色彼此互相打鬥。這些遊戲通常擁有特殊動作，在時間限制內透過細膩地連續迅速壓下按鍵與搖桿操作達成。傳統上以側面視點展示對戰者，不論是二維（2D）或演進後的三維（3D）圖形。《街頭霸王II》雖然不是第一款格鬥遊戲，但其普及和標準化了格鬥遊戲類型，早於《街頭霸王II》推出的類似遊戲如今已更明確地追認為本類型。格鬥遊戲通常指涉肉搏戰，但有些也使用近戰及遠戰武器。
格鬥遊戲（fighting game）有別於清版动作游戏（beat 'em up），後者玩家角色必需同時面對許多弱小敵人。1980年代英語出版物的用語「fighting game」和「beat 'em up」兩者可互換，其他用語還有像是「武術模擬」（或更特定的「柔道模擬」）以後人角度來看，評論家認為這兩種類型隨著演進逐漸分歧，儘管這兩個用語仍可能混為一談
格鬥遊戲大多符合以下數點規則
1.格鬥遊戲以少數人對抗少數人(雙方人數不一定同等。)
2.格鬥遊戲的防禦或閃避等避免讓自己損失生命值的技巧，部份是設計成無冷卻。
3.格鬥遊戲的防禦防禦或閃避是必須有效的，無法利用無技巧的連續攻擊就破壞完整的防禦。
4.格鬥遊戲必須要有看對方攻擊行動決定我方攻擊行動的技巧(攻擊判定高低、攻擊距離、霸體、無敵等)
5.格鬥遊戲內的雙方角色在畫面上不可重疊
6.格鬥遊戲的個別攻擊方法、跳躍能力、防禦程度等設定必須要有其明確優缺點
像是輕、中、重攻擊，傷害分別會依照低、中、高，範圍分別會依照小、中、大，速度分別會依照快、中、慢，判定分別為弱、中、強。
霸體、無敵的攻擊速度相對會比其他攻擊慢
清版動作類遊戲攻擊大多攻擊分工不細，都會有一定的攻擊範圍。
。格鬥遊戲有時被分組為拳擊和職業摔角。激烈的拳擊遊戲更常分類為體育類遊戲而非動作遊戲，因為它們致力於更真實的拳擊技巧模型，而格鬥遊戲的動作則往往是高度誇張的亞洲武術技巧模型。因此拳擊遊戲和摔角遊戲通常和本類型區別開來，不與格鬥遊戲並論。
一般動作遊戲內建PVP功能，則不被視為格鬥遊戲，例如三國無雙、地下城與勇士等動作類遊戲雖然有PVP功能，但並不歸納在格鬥遊戲，因其設計為有成長要素以及動作設計上比傳統格鬥遊戲多，並不吻合格鬥遊戲的設計性質。

## 歷史
最早以拳頭格鬥為特色的遊戲是1976年的街机《重量級拳王》，但1984年的遊藝街機《空手道》將本類型推廣為一對一武術對戰遊戲。1985年的《功夫》特色在於敵手會使用不同型態的打鬥方式，《截拳道》則更進一步在家用主機普及了本遊戲類型。1987年《街頭霸王》引進了隱藏的特殊攻擊。1991年卡普空的高度成功作品《街頭霸王II》問世，改進並使格鬥遊戲類型的許多常規通俗化。隨後格鬥遊戲在1990年代早期至中期成為競技電子遊戲的卓越類型，尤其是在街機平台。於1994年誕生了新概念系列作品《拳皇》(英文縮寫:KOF)，在1991年推出《餓狼傳說》的SNK在1994年推出《拳皇'94》，玩家選擇3個角色組成隊伍進行一對一淘汰賽，為當時格鬥遊戲加入新穎玩法。以車輪戰形式，選擇隊伍以輪替隊員出戰的對戰玩法，玩家在出場次序安排需要對策思量。這時期產生了大量的熱門格鬥遊戲，除了《街頭霸王》及《拳皇》這兩個系列之外，還有長期系列的《真人快打》、《VR快打》和《鐵拳》。
在1990年早期，大部分格鬥遊戲允許玩家透過完成特定按鍵組合以執行特殊攻擊。其必殺技設定的代表作品有SNK於1992年推出的《龍虎之拳》。
1990年代末，格鬥遊戲日趨複雜以及街機流失的客群轉往功能越來越強大的家用主機，造成本類型的普及停滯，儘管新的遊戲系列《生死格鬥》和《魂之系列》取得了成功。以及至今仍能達成單作千萬銷量的跨界作品代表《任天堂明星大亂鬥系列》。在千禧年代初，類型仍受歡迎，但由於其他類型的普及率提升和網路多人遊戲的關係，留下的熱衷者比例已不如從前。

### 1970年代後期至1980年代
格鬥遊戲溯源於拳擊遊戲，但發展走向具有奇特能力角色之間的戰鬥，和複雜的特殊操縱。SEGA1976年推出的黑白拳擊街機遊戲《重量級拳王》被認為是第一款拳打特色的格鬥遊戲。另一款1979年的《Warrior (街機)》有時會被視為最早的拳打格鬥遊戲。和《重量級拳王》及最新作品相比，《Warrior》設計為劍戟決鬥並採用鳥瞰視點。1983年SEGA推出另一款拳擊遊戲《拳擊冠軍》，這是鈴木裕在SEGA最初的作品。然而1984年Data East和開發商Technōs Japan的《空手道》樹立並推廣了一對一格鬥遊戲類型。在遊戲中的各種動作可以透過雙搖桿操縱來完成，作品採用了後來格鬥遊戲常見的三戰兩勝制，並且設計了加分關卡。其更影響了科樂美（Konami）於1985年1月推出的《功夫》，此作品更要求了玩家運用機智對付各種擁有獨特攻擊方式的敵手。玩家可以執行多達16種不同的動作，包括拋射攻擊。1985年6月問世的武術遊戲《截拳道》取得了關鍵性的成功並接著為格鬥遊戲類型在家用系統上帶來進一步的蓬勃發展。其他眾多遊戲開發商嘗試以類似的作品仿效《空手道》、《功夫》、《截拳道》的商業成就；Data East為了《國際空手道》和發行商Epyx對簿公堂。
《空手道》和《功夫》為後來1987年卡普空的《街頭霸王》提供了一個範本。《街頭霸王》找出在遊戲世界中屬於自己的利基市場，尤其1980年代當時許多街機遊戲開發商更專注於製作清版動作遊戲（beat 'em up）和清版射擊遊戲（Shoot 'em up）。部分遊戲的魅力為使用特殊動作，只能透過遊戲操縱體驗才能發現，這創造了一種神秘感及邀請玩家實踐遊戲，不過類似的扭打操控動作在《內腿》則顯得太過艱澀。在《街頭霸王》的引領之下，指令式隱藏動作開始在興旺的其他格鬥遊戲類型作品中流行。《街頭霸王》還提出了一些本類型的必備要素，像是防禦技巧以及另一位玩家可以在遊戲進行中隨時插入挑戰比賽。該作品還引進了感壓控制器以決定攻擊的強度，由於這造成一些街機筐體毀損的情況，卡普空隨即以6鍵控制器方案提供輕中重的拳腳攻擊，這並成為格鬥遊戲類型的另一項不可或缺的要素。1988年Home Data的《霊界導士》是最早採用數位化精灵图以及動作捕捉動畫的作品。與此同時，家用電子遊戲機大多忽略格鬥遊戲這一類型。Mega Drive平台的《武道館：大和魂》是少數在家用機上推出的格鬥遊戲之一，但受歡迎程度不如其他類型。技術課題限制了早期格鬥遊戲的普及。程式設計師難以製作出能夠認識高速搖桿移動的遊戲，而玩家也不容易準確完成特殊動作。

### 1990年代前期
1991年《街頭霸王II》的問世一般被認為是格鬥遊戲類型的革命性時刻。岡本吉起的團隊開發了此類型至今最精良的搖桿和按鍵以掃描子程式。這允許玩家能夠可靠地執行過去需要些運氣達成的多按鍵特殊動作。《街頭霸王II》也是高度成功的作品，其繪圖運算功能仰賴卡普空CPS街機晶片組的優勢，能夠細緻地描繪出角色與關卡。過去的作品僅允許玩家和不同的電腦控制角色對戰，該遊戲則能讓玩家互相較勁。《街頭霸王II》的普及撼動了整個遊戲產業，街機業者添購更多機器以跟上需求。《街頭霸王II》還推廣連段技巧，熟練玩家知道若能正確測時，便能夠結合多個攻擊讓對手沒有時間恢復。
SNK在《街頭霸王II》後幾個月推出了《餓狼傳說》。遊戲由《街頭霸王》的開發者西山隆志所設計，以期成為精神續作。《餓狼傳說》更著重於故事性和特殊動作的時機，並加入了線移動系統令角色可以在平行的遠近兩線之間位移。與此同時，SEGA推出實驗性的《黑暗刀鋒》，這是角色可以全方位移動的早期3D格鬥遊戲嘗試作品。然而SEGA從未在日本以外地區發行該遊戲，因為「無拘束的」3D格鬥遊戲會使人感到不愉快。SEGA也在1992年的《全息競技場》嘗試引進3-D投像技術，雖然並未獲得成功。一些格鬥遊戲得到不錯的成績，包含SNK的《龍虎之拳》、《侍魂》和SEGA的《永恆鬥士》。不過《街頭霸王II》仍然是最受歡迎的作品，另外還推出了「加強版」改進遊戲平衡及增加可選角色。《街頭霸王II》的普及使得其推出家用遊戲機版本，並奠定格鬥遊戲移植模式典範。很快地格鬥遊戲在1990年代街機產業成為了主流類型。
許多美國開發商企圖搭上《街頭霸王II》熱潮的順風車，但芝加哥公司Midway1992年推出的《真人快打》卻背負了空前的臭名。這款遊戲有從真實演員取形描繪成的數位角色、大量密技、以及完成操作後可以殺害對手角色的「終結」（Fatality）系統。作品因為無端的暴力演出得到名聲，仍舊移植到了家用遊戲機平台。家用版《真人快打》於1993年9月13日發售，宣傳為「致命星期一」（Mortal Monday），並造成了排隊購買人潮以及緊接而來政客對遊戲中暴力的抨擊。《真人快打》系列最終得到了和《街頭霸王》相近的偶像地位，擁有多個後續作品，電影、電視劇改編，以及廣泛的銷售成績。眾多其他廠商極欲以類似遊戲複製《街頭霸王II》和《真人快打》的商業成功；美國卡普空為了1993年的街機遊戲《格鬥列傳》和Data East槓上，但沒有勝訴。Data East在法庭上最大的反論意見為，他們1984年的《空手道》才是競技格鬥遊戲類型的鼻祖，遠比初代《街頭霸王》早了3年。
SEGA-AM2最初踏入本類型的作品是1993年的街機遊戲《燃燒格鬥》，但同年一樣在街機推出的《VR快打》才開始引起人們注意。這是第一款3D polygon貼圖、並能夠隨著角色行動縮放及旋轉視點的格鬥遊戲。在其他格鬥遊戲，角色會被推回且僅止於前後移動。《VR快打》只使用到3個按鍵，比具有5、6個不同按鍵的《街頭霸王》和《真人快打》更容易學習。當時在日本遊戲發佈到Sega Saturn平台上，遊戲和主機幾乎是一比一的數字銷售出去。同時，1993年的《真人快打II》虜獲了西方玩家的心，2008年的回顧評論更認為是《真人快打》系列的顛峰作品。
1994年SNK推出街機的《拳皇'94》，玩家選擇3個角色組成隊伍進行一對一淘汰賽。為格鬥遊戲首次推出作為車輪戰形式，選擇擁有各式不同人物組合的隊伍，以輪替隊員出戰的對戰玩法，令玩家在人物出場次序安排上加入對策思量。這方面受到大量同好玩家注目及歡迎，及後作品發展以此系統為基礎。卡普空也推出《街頭霸王II》的進階版《超級街頭霸王II》和《超級街頭霸王II加速版》，帶來更多角色和新的動作，部分是應厭倦了初版《街頭霸王II》玩家的希望而加入。然而玩家的批評聲浪成長為要求正統的續作。
到1995年在PlayStation發售的《鬥神傳》被認為是將格鬥遊戲類型帶向「真3D」的作品，因為其引進了「側移動」（sidestep）操作，IGN描述為「一小步移動」「改變了戰士一生」。同年推出街機《拳皇'95》在日本大受歡迎，在玩家選取人物後，在儲氣及可發揮連技運用系統，加入選項造出更多變化，同時將前作的整隊選擇追加自由選擇隊員，以不同隊伍人物組合輪替隊員，往後系列作品沿用至今。在1995年同類型作品的發展，在美國的主流作品是《真人快打》系列，日本則是《VR快打》系列，《快打旋風ZERO》已無法和《街頭霸王II》時的人氣相提並論。在此期間，格鬥遊戲是競技類電子遊戲的主流類型，熱衷者頻繁進入遊藝場以尋找人類對手。

### 1990年代後期
在1990年代後期，格鬥遊戲類型開始走下坡，部分系列陷入困境。《電子遊戲月刊》額外授予格鬥遊戲1995年「最糟趨勢」獎。雖然《快打旋風EX》引進3D圖形並承接了《街頭霸王II》和《快打旋風ZERO》的成功，但街機遊戲《快打旋風電影版》是個失敗作品。其使用了取自《快打旋風》真人電影的數位影像，但PlayStation和Sega Saturn的家用主機版取了同樣的標題《快打旋風真人版》（北美版街機與家用版皆為Street Fighter: The Movie），雖然都使用了真人電影的影像不過後者並非移植作品，遊戲內容大相逕庭。卡普空接著在1997年推出了《快打旋風III》，改善了畫面效果和角色深度，但依然不及《街頭霸王II》的影響力。儘管《VR快打3》在日本街機市場熱絡，Sega Saturn的硬體容量限制造成SEGA在家用版發售延宕。SEGA最終將作品在Dreamcast平台上推出，但公司無法獲利並被迫不再開發家用主機。在此期間，SNK推出了數款格鬥遊戲在自家的NEOGEO平台，包括1994年《真侍魂 霸王丸地獄變》（俗稱侍魂2）、1995年《REAL BOUT 餓狼傳說》、1997年《月華劍士》、以及歷年更新版本的《格鬥天王》系列。1999年的《餓狼－群狼之證》被認為是SNK最後一款優異作品，該公司並於2001年宣告破產。
回頭來看，許多開發商把格鬥遊戲類型的衰微歸因於日益複雜和特化的遊戲系統。把休閒玩家拒之門外，格鬥遊戲市場更加萎縮及專業化。此外在整個1990年代街機利潤逐年下滑，因為家用主機的技術力和普及程度不斷攀升。縱使人氣減少，格鬥遊戲類型仍然繼續發展；幾款強大的3D格鬥遊戲也在1990年代後期嶄露頭角。南夢宮（Namco）的《鐵拳》（街機1994年、PlayStation版1995年）實證了PlayStation早期成功的關鍵，續作更成為家用主機重要的作品。兵器格鬥遊戲的《魂之系列》也取得相當大的成功，系列自1995年的《刀魂》至2018年的《劍魂VI》。特庫摩（Tecmo）在1996年於日本推出街機版《生死格鬥》，1998年移植到PlayStation。其促成了長紅系列作品，以快節奏操控系統和創新的反制攻擊為人著知。系列中最重要的成功作品莫過於Xbox 360平台的《生死格鬥4》。1998年史克威爾發行的《武士道之刃》採用了逼真的的格鬥引擎提供三度空間環境，並捨棄時間限制和血量表以利於創新的身體傷害系統，每當劍砍到特定身體部位時可以造成截肢或斬首。
電子遊戲熱衷者對將幾個系列遊戲的角色融合在一起的遊戲跨界作品表現出興趣。早期例子像是1998年街機遊戲《MARVEL VS. CAPCOM》，結合漫畫書超級英雄和《街頭霸王》的角色。1999年任天堂推出任天堂明星大亂鬥系列的第一款遊戲，實現皮卡丘和瑪利歐的捉對廝殺。

### 2000年代前期
本世紀初可以看到主要國際格鬥遊戲比賽如鬥劇、進化冠軍系列賽（EVO），以及著名選手梅原大吾。更多了一些格鬥遊戲跨界作品在新的千禧年發售。最富產的2D格鬥遊戲廠商卡普空和SNK，結合兩家的智慧財產權製作出《SNK VS. CAPCOM》。由SNK率先於1999年在自家掌上主機Neo Geo Pocket Color上推出《頂上決戰最強戰士 SNK VS. CAPCOM。GameSpot評為「大概是古往今來最先發制人的作品」並讚揚為掌機最棒的格鬥遊戲。卡普空2000年在街機和Dreamcast推出《CAPCOM VS. SNK MILLENNIUM FIGHT 2000》，隔年又緊接著發售續作。雖然不若SNK掌機版般成功，《CAPCOM VS. SNK 2 EO》被記錄為第一款成功利用網路對戰的格鬥遊戲。2008年的跨界作品還有《龍之子 VS. CAPCOM》和《真人快打 vs DC漫畫英雄》。然而最成功的跨界作品是同樣2008年的《任天堂明星大亂鬥X》，發售在Wii主機上。角色來自任天堂各個系列作品，遊戲獲得巨大商業成功，且眾評論家不吝給予讚賞。
在新的千禧年，格鬥遊戲變得比1990年代中期更式微且少產，多人競技遊戲陸續轉往其他類型。而SNK在2003年以SNK Playmore之姿重出江湖並繼續推出新作。Arc System Works於2000年推出的《聖騎士之戰X》和續作《聖騎士之戰XX》獲得熱烈好評，兩款作品都是2D格鬥遊戲，特徵為醒目的動畫風格美術。格鬥遊戲目前在日本是業餘和同人創作者的熱門類型。2002年的《Melty Blood》由同人遊戲社團法國麵包所開發，並得到一些個人電腦玩家的推崇。真正流行是在2005年街機版推出後，翌年隨即移植到PlayStation 2主機上。
縱使格鬥遊戲類型風光不再，這段期間街機市場和格鬥遊戲在日本仍然有一定的支持率，並維持到今日。《VR快打5》缺少了連線模式但依然是在家用主機和街機保有不錯的成績；玩家在家裡練習後到遊藝場和對手面對面較勁。除了《VR快打》和《鐵拳》之外，《魂之系列》及《生死格鬥》系列也持續發表新作。經典的《街頭霸王》和《真人快打》作品重新在PlayStation Network和Xbox Live Arcade上發佈，允許網路對戰，部分更有HD高解析度圖形。

### 2000年代後期至今

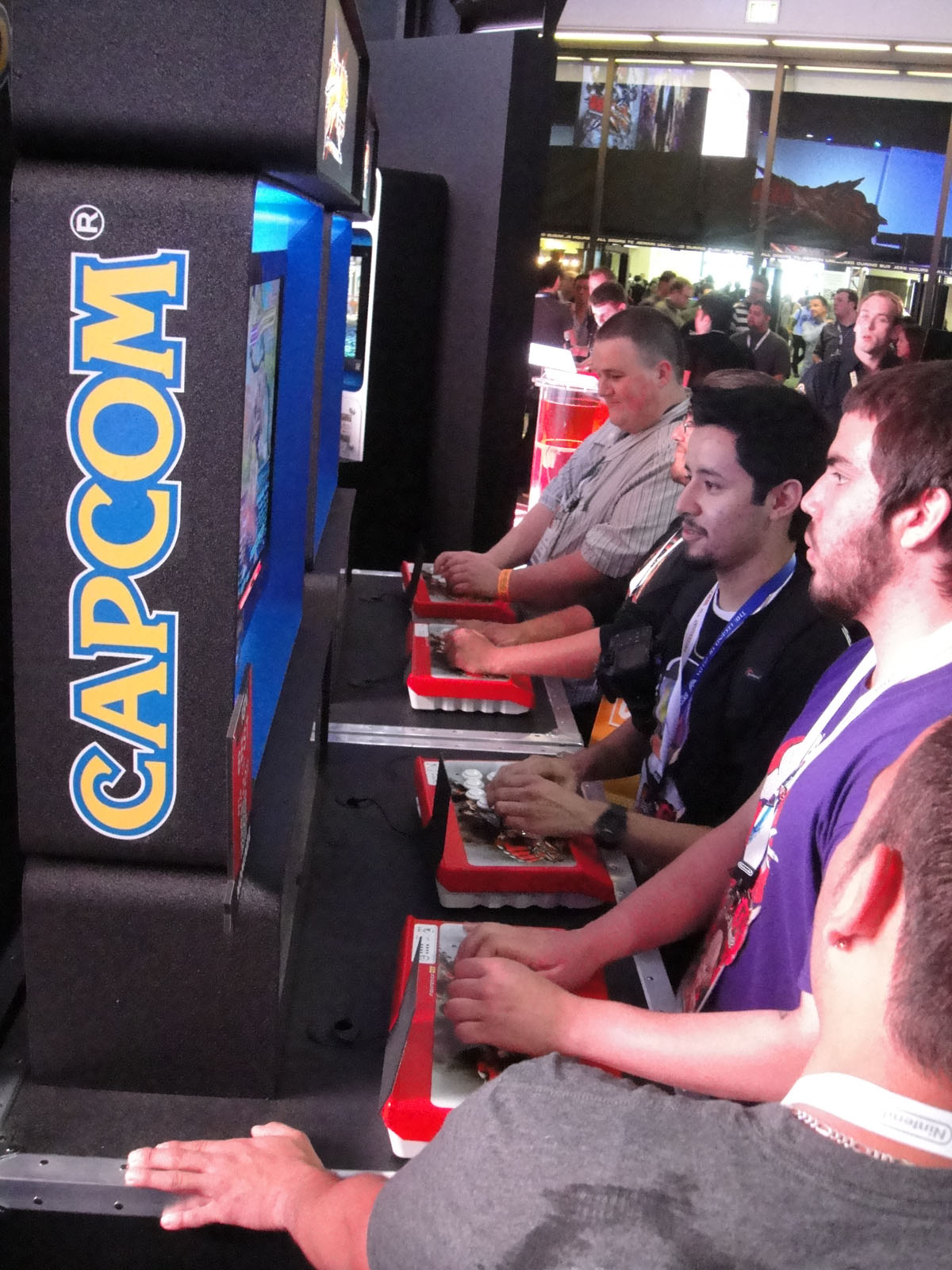
在E3 2011展場上試玩《快打旋風 X 鐵拳》的參觀者

2009上半年發售的《街頭霸王IV》納入了多人連線模式，獲得一致好評，其自2008年在日本推出街機版以來便佳評如潮。家用版和《超級街頭霸王IV》總共賣出了6百萬套。《街頭霸王IV》的成功鼓舞了格鬥遊戲類型的復興，引領新玩家踏入而增加的受眾亦成就了其他格鬥遊戲系列的中興。《鐵拳6》首當其衝，至2010年8月6日全球共銷售出超過3百萬套。其他成功的作品還有《蒼翼默示錄》、《MARVEL VS. CAPCOM 3》、《真人快打2011年版》、《快打旋風 X 鐵拳》、以及令系列再度回歸成焦點的《拳皇XIII》。
儘管廣受好評的《VR快打5》在2007年推出時相當低調，2012年的更新版《VR快打5 最終對決》獲得眾所矚目，其為格鬥遊戲界帶來了新的樂趣。《生死格鬥5》最為人所知的是它大量使用了可破壞造景。格鬥遊戲復興後的作品還有《女神異聞錄4 終極深夜鬥技場》、《鐵拳Tag Tournament 2》、《劍魂V》、以及跨界作品的《PlayStation明星大亂鬥》和《鐵拳 X 快打旋風》。以及系列作品熱度沒有退潮在進化冠軍系列賽（EVO）的長期亮相常客任天堂明星大亂鬥系列的《任天堂明星大亂鬥Wii U》及《任天堂明星大亂鬥 特別版》。

## 遊戲設計
在格鬥遊戲中，角色之間使用高度誇張的武打動作交手。遊戲類型一般主要以人物纷争或技擊運動为話題，有些以武器對戰為特色。通常以側面視點顯示出螢幕上的角色，即使3D格鬥遊戲大部分也以2D平面動作進行。遊戲通常侷限角色左右移動及跳躍，某些遊戲如《餓狼傳說》允許角色進行水平移動（換線）。2000年育碧推出的3D械斗游戏《汤姆和杰瑞之毛绒之拳》(Tom & Jerry in Fists of Furry)允许玩家向四个方向自由移动，还允许玩家拾取和更换武器，但限制了武器的使用次数，也没有格斗招数的设定。新的遊戲傾向於渲染三維效果並允許「短跳躍（side-stepping）」，但其他方面的遊戲進行則像是二維渲染。
除了圍繞著有限空間移動，格鬥遊戲对玩家招式的限制使其采取不同的進攻和防守策略。玩家必須經過反覆的试错练习，才能了解哪些攻擊和防守方式能有效對抗敵手。玩家可用防禦（blocking）招式抵禦對手的攻擊。一些遊戲设计了更高級的防禦技巧，例如卡普空《快打旋風III》的「格擋（parrying）」能使玩家避开攻击伤害且在短时间内使攻擊的一方无法采取行为应对（在SNK的《餓狼－群狼之證》中也有类似招式设定，但称其为「瞬防（just defended）」）。在拳打腳踢不奏效时，玩家可以使用投擲或摔技克制對手的「防禦」招式。反过来，投掷技能又受普通拳脚的克制。預測對手的動作並反擊，稱為「反制」，是遊戲互動的一個普遍元素。格鬥遊戲中不同高度的跳躍攻擊所造成的傷害也往往有所差異。因此及时預測對手的招式甚為重要，就像是剪刀、石頭、布。

### 特殊攻擊
格鬥遊戲的一项特色就是「特殊攻擊」（或稱“隱藏招式”或“必杀技”）的设计，玩家必须按下複雜的組合按鍵才能将其招式发出来。必杀技的设定最早源于日本遊戲公司SNK的《龙虎之拳》。不过多数“必杀技”在游戏中并不能真的做到“一击必杀”。自《街頭霸王II》發行後，透過基本拳腳攻擊達成多重連續攻擊的連段方式，已經成為格鬥遊戲另一項不可或缺的基本特徵。一些格鬥遊戲會显示「连击数」以表示玩家連段的進展。完成连击可以获得更高分数评价，其成败通常和连招施展難度及不小心扑空的风险程度相關。练习发动连招往往超越休閒遊戲玩家的能力，需要同時擁有卓越的記憶力和掌握優秀時機的反應力。「嘲諷」动作是某些遊戲的另一項特色，由SNK的《龍虎之拳》最早引進。嘲讽可用來增加遊戲幽默樂趣，但也有增進角色攻擊強度的效果。有的角色的嘲諷动作会引起玩家的特别注意，例如《快打旋風ZERO》的火引彈。

### 回合競賽
格鬥遊戲競賽通常由數個回合構成（一般為三戰兩勝）；勝利回合數最多的玩家贏得比賽。以醒目的血条（或称“血槽”）展示人物生命值是格鬥遊戲普遍特徵之一，當角色遭受攻擊時會变少。每次成功的攻擊都會耗損受攻击角色的生命值，直到其中一方生命值為零才宣告回合結束。因此遊戲的主要目的在完全削減對手的血條，達成「擊倒」对方的结局。自Midway1992年推出的《真人快打》開始，《真人快打系列》的勝利者皆以陰森的表現方式擊倒對手。《VR快打》之類的遊戲允許角色以被推出比賽場地的方式擊敗，裁定「場外犯規」。回合的判決也可以由時間結束時決定（若有計時），將裁定剩餘血量較多的一方為勝者。格鬥遊戲一般含有單人玩家戰役或聯賽，玩家必需連續打敗多名電腦控制的敵手。聯賽勝利後通常會揭示一段特別故事結局的剧情画面，某些遊戲会在通关后奖励玩家使用隱藏角色或特殊功能的權限。

### 選擇角色
在大多數格鬥遊戲，玩家可以從多種具有獨特戰鬥風格和特殊招式的角色中選擇。自《街頭霸王II》後這成為了此類型游戏的牢固慣例，而角色的選擇帶來更深層次的博弈策略和重玩價值。格鬥遊戲也提供女性角色，但形象通常趨於過度強調其性別特徵，並且将其刊登在遊戲雜誌的封面女郎作為宣传噱头。全世界第一個在格鬥遊戲中登場的而可以供玩家操作的女性角色是 張春麗/Chun Li《街頭霸王Il》。男性角色往往具有寬厚胸膛和肩膀、堅實肌肉和突出的下巴。部分遊戲允許訂製角色，讓玩家可以改變角色的外觀或招式組合。《超級火焰職業摔角X》是第一款擁有這項功能的遊戲。而在後來的《2D格鬥遊戲工具》、《劍魂III》、《真人快打：末日戰場》等遊戲也都採用了這個概念。某些對戰遊戲允許玩家創造有別於原版遊戲內容的元素，例如《任天堂明星大亂鬥X》能夠建立自訂舞台。

### 多人模式
部分格鬥遊戲也可提供多人模式讓玩家互別苗頭，有時是讓第二位玩家在第一位玩家進行單人模式時隨時可以插入挑戰。少數作品允許最多4名玩家同時競爭。一些遊戲具有特別的「搭檔組隊」模式，雖然對戰仍是一對一，但角色可以從舞台中離開，由另一名隊友替換。部分格鬥遊戲還提供車輪戰的挑戰模式，以測試玩家的持久力。較新的作品具備了線上遊戲服務的優勢，雖然緩慢数据传输的延遲會造成對戰的開始瞬間不同時。延遲造成的影響可以通过使用GGPO技術得到減緩。這項技術通过快速回溯至最近精確的遊戲狀態、校正錯誤、再跳回當前影格等步骤，令遊戲得以保持同步。使用該技術的作品有《骷髏少女》和《快打旋風III 3rd STRIKE》。

## 遊戲技巧
格鬥遊戲對打擊回饋有一定要求，通常不會有被敵方成功攻擊後無反應或成功攻擊敵方，敵方卻無反應的情況發生(技能無敵、霸體效果除外)，進而考驗雙方先後手、格檔、閃避、使用招式的技巧。
格鬥遊戲對於雙方動作的對應和判斷比起大多數的動作遊戲還來的高，像是招式相殺、攻擊判定高低、壩體、防禦、投技、格反等技巧判定，因此格鬥遊戲對防禦或閃避等避免讓自己損失生命值的技巧，都是設計成無冷卻但有防禦條或其他限制方式，來保持格鬥遊戲的流暢感並維持其高技術性需求。
攻擊方式也是同理，攻擊動作通常不會有冷卻時間的條件，而是用能量條來做限制，但也是有例外。
而有加入冷卻時間的動作，該動作進入冷卻時間後使用，但會有使用「失敗動作」的動作做為懲罰(例如槍會顯示開槍動作，但卻沒有子彈射出)，來保持格鬥遊戲的流暢感並維持其高技術性需求。